# Los que vuelven
Los que vuelven es una película de terror, suspenso y fantasía argentina de 2019 dirigida por Laura Casabé. Basada en el cortometraje La vuelta del malón (2010) de Casabé, narra la historia de una madre que pide la resurrección de su hijo, quien vuelve a la vida de una manera oscura. Está protagonizada por María Soldi, Lali González, Alberto Ajaka, Javier Drolas, Cristian Salguero, Edgardo Castro y Sebastián Aquino.
La película se estrenó mundialmente el 11 de noviembre de 2019 durante el Festival Internacional de Cine de Mar del Plata, mientras que su estreno comercial fue el 1 de octubre de 2020 por CINE.AR y CINE.AR Play.

## Sinopsis
Sigue la historia de Julia, una mujer que pierde su tercer hijo en el parto, por lo cual recurre a la ayuda de Kerana, una mujer de la comunidad indígena para que le devuelva a la vida a su bebé. Tras la resurrección del recién nacido, se darán cuenta que el niño trae consigo mismo una fuerza oscura.

## Elenco
- María Soldi como Julia
- Lali González como Kerana
- Alberto Ajaka como Mariano
- Javier Drolas como Padre Ignacio
- Cristian Salguero como Juka
- Edgardo Castro como Irrazábal
- Sebastián Aquino como Manuel / Jara
- Ema Cuañeri como Yasi
- Salvador Giménez como Elizalde
- Sabina Buss como Delfina

## Recepción

### Comentarios de la crítica
La película recibió reseñas positivas por parte de los críticos. Ezequiel Boetti de Página 12 calificó a la cinta con un 7 y resaltó «Los que vuelven propone un relato tenso, potente y elíptico». Diego Batlle de Otros cines expresó «Los que vuelven tiene un alto vuelo visual (valioso aporte del DF Leonardo Hermo) y ciertas secuencias de indudable maestría formal y potencia dramática que la convierten en una bienvenida rara avis dentro del cine argentino reciente».
En una reseña para La Nación, Alejandro Lingenti escribió «Laura Casabé despliega a lo largo de 90 minutos cargados de una tensión que no afloja una cantidad generosa de buenas ideas visuales y sonoras»; y «consigue el desempeño impecable de un elenco que le aporta diversos matices a un cuento sombrío ambientado en los años 20». Javier Mattio de La Voz del Interior señaló que «la directora Laura Casabé construye un legítimo exponente del terror argentino en Los que vuelven [...] con un buen trabajo formal de planos, cortes, fotografía, iluminación y vestuario».

### Premios y nominaciones
| Lista de premios y nominaciones | Lista de premios y nominaciones                 | Lista de premios y nominaciones                            | Lista de premios y nominaciones | Lista de premios y nominaciones | Lista de premios y nominaciones |
| Año                             | Organización                                    | Categoría                                                  | Nominado/a(s)                   | Resultado                       | Ref(s)                          |
| ------------------------------- | ----------------------------------------------- | ---------------------------------------------------------- | ------------------------------- | ------------------------------- | ------------------------------- |
| 2019                            | Festival Internacional de Cine de Mar del Plata | Mejor película del MERCOSUR                                | Los que vuelven                 | Ganador                         | [ 10 ]                          |
| 2019                            | Festival Internacional de Cine de Mar del Plata | Mejor música de película argentina                         | Leonardo Martinelli             | Ganador                         | [ 10 ]                          |
| 2019                            | Festival Internacional de Cine de Mar del Plata | Mejor dirección de fotografía de un largometraje argentino | Leonardo Hermo                  | Ganador                         | [ 10 ]                          |
| 2020                            | Festival de Cine de Sitges                      | Premio Noves Visions - Mejor dirección                     | Laura Casabé                    | Ganadora                        | [ 11 ]                          |
| 2021                            | Premios Cóndor de Plata                         | Mejor dirección de arte                                    | Marina Raggio                   | Nominada                        | [ 12 ]                          |
| 2021                            | Premios Cóndor de Plata                         | Mejor diseño de vestuario                                  | Gustavo Alderete                | Nominado                        | [ 12 ]                          |